# Нови Зеланд на Светском првенству у атлетици на отвореном 2013.
Нови Зеланд је на Светском првенству у атлетици на отвореном 2013. одржаном у Москви од 10. до 18. августа, учествовао четрнаести пут, односно учествовао је на свим светским првенствима одржаним до данас. Репрезентацију Новог Зеланда представљало је 9 атлетичара (6 мушкараца и 3 жене), који су се такмичили у 8 атлетских дисциплина.
На овом првенству Нови Зеланд је по броју освојених медаља делио 12. место са једном златном медаљом. Није било оборених националних рекорда, а постигнута су два лична и шест најбољих личних резултата у сезони. У табели успешности према броју и пласману такмичара који су учествовали у финалним такмичењима (првих 8 такмичара) Нови Зеланд је делио 30. место са 8 бодова са једним учесником у финалу.
| Плас. | Земља       | 1. место | 2. место | 3. место | 4. место | 5. место | 6. место | 7. место | 8. место | Бр. финал. | Бод. |
| ----- | ----------- | -------- | -------- | -------- | -------- | -------- | -------- | -------- | -------- | ---------- | ---- |
| =30.  | Нови Зеланд | 1        | 0        | 0        | 0        | 0        | 0        | 0        | 0        | 1          | 8    |

## Учесници
| Мушкарци: - Николас Вилис — 1.500 м - Зејн Робертсон — 5.000 м - Џејк Робертсон — 5.000 м и 10.000 м - Квентин Рев — ходање 50 км - Стјуарт Фаркуар — Бацање копља - Брент Њудик — Десетобој | Жене: - Анџела Смит — 800 м - Мери Дејвис — Маратон - Валери Адамс — Бацање кугле |  |

## Освајачи медаља

### Злато (1)
- Валери Адамс — бацање кугле

## Резултати

### Мушкарци
| Атлетичар       | Дисциплина   | Лични рекорд | Квалификације | Квалификације | Полуфинале           | Полуфинале   | Финале               | Финале             | Детаљи |
| Атлетичар       | Дисциплина   | Лични рекорд | Резултат      | Место         | Резултат             | Место        | Резултат             | Место              | Детаљи |
| --------------- | ------------ | ------------ | ------------- | ------------- | -------------------- | ------------ | -------------------- | ------------------ | ------ |
| Николас Вилис   | 1.500 м      | 3:30,35      | 3:39,83       | 9 у гр 1 кв   | 3:43,80              | 7 у гр 1     | Није се квалификовао | 18 / 37 (38)       |        |
| Зејн Робертсон  | 5.000 м      | 13:13,83     | 13:27,89      | 9 у гр. 1 кв  |                      |              | 13:46,55             | 14 / 29 (31)       |        |
| Џејк Робертсон  | 5.000 м      | 13:15,54     | 14:09,50      | 14 у гр. 2    | Није се квалификовао | 28 / 29 (31) |                      |                    |        |
| Џејк Робертсон  | 10.000 м     | 27:45,46     |               |               |                      |              | Није завршио трку'   | Није завршио трку' |        |
| Квентин Рев     | 50 км ходање | 3:55:03      | 3:49:41 ЛР    | 17 / 46 (61)  |                      |              |                      |                    |        |
| Стјуарт Фаркуар | Бацање копља | 86,31        | 80,73         | 7. у гр. А кв |                      |              | 79,24                | 9 / 33             |        |

Десетобој
| Дисциплина    | Брент Њудик | Брент Њудик | Брент Њудик | Брент Њудик | Брент Њудик | Брент Њудик |
| Дисциплина    | Лич. рек.   | Резултат    | Бод.        | Плас.       | Укупно      | Плас.       |
| ------------- | ----------- | ----------- | ----------- | ----------- | ----------- | ----------- |
| 100 м         | 10,86       | 11,00 ЛРС   | 861         | 21          |             |             |
| Скок удаљ     | 7,56        | 7,31 ЛРС    | 888         | 20          | 1.711       | 23          |
| Бацање кугле  | 15,09       | 13,84 ЛРС   | 719         | 22          | 2.430       | 22          |
| Скок увис     | 1,99        | 2,02 ЛР     | 822         | 18          | 3.252       | 19          |
| 400 м         | 49,20       | 50,25 ЛРС   | 803         | 22          | 4.055       | 20          |
| 110 м препоне | 14,38       | 15,19 ЛРС   | 827         | 22          | 4.882       | 20          |
| Бацање диска  | 48,25       | 42,49       | 715         | 20          | 5.597       | 20          |
| Скок мотком   | 4,85        | 4,50        | 760         | 23          | 6.357       | 20          |
| Бацање копља  | 64,09       | 57,30       | 697         | 22          | 7.054       | 23          |
| 1.500 м       | 4:29,35     | 4:38,54 ЛРС | 690         | 21          |             |             |
| Десетобој     | 8.114       |             |             |             | 7.744 ЛРС   | 23 /34      |

### Жене
| Атлетичарка  | Дисциплина   | Лични рекорд | Квалификације | Квалификације | Полуфинале            | Полуфинале            | Финале                | Финале       | Детаљи |
| Атлетичарка  | Дисциплина   | Лични рекорд | Резултат      | Место         | Резултат              | Место                 | Резултат              | Место        | Детаљи |
| ------------ | ------------ | ------------ | ------------- | ------------- | --------------------- | --------------------- | --------------------- | ------------ | ------ |
| Анџела Смит  | 800 м        | 2:00,03      | 2:00,60       | 4. у гр 2     | Није се квалификовала | Није се квалификовала | Није се квалификовала | 16 / 32      |        |
| Мери Дејвис  | Маратон      | 2:28:57      |               |               |                       |                       | 2:51:24               | 37 / 46 (72) |        |
| Валери Адамс | Бацање кугле | 21,24 НР     | 19,89         | 1 у гр. А КВ  |                       |                       | 20,88                 |              |        |